# Жер Белетан
Жер Белетан (фр. Gère-Bélesten) насеље је и општина у југозападној Француској у региону Аквитанија, у департману Атлантски Пиринеји која припада префектури Олорон Сен Мари.
По подацима из 2011. године у општини је живело 186 становника, а густина насељености је износила 14,51 становника/km². Општина се простире на површини од 13 km². Налази се на средњој надморској висини од 464 метара (максималној 1.898 m, а минималној 439 m).

## Демографија
| 1962. | 1968. | 1975. | 1982. | 1990. | 1999. | 2011. |
| ----- | ----- | ----- | ----- | ----- | ----- | ----- |
| 275   | 209   | 184   | 175   | 151   | 166   | 186   |

График промене броја становника у току последњих година